# Irradiazione corporea totale
L'irradiazione corporea totale (in inglese Total Body Irradiation (TBI)) è una tecnica radioterapica che prevede l’irradiazione completa del paziente con una quantità di dose il più uniforme possibile. Nei primi anni del 1900 Dessaur descrisse questa tecnica e la chiamò “bagno di Raggi X”. La TBI, ad inizi del 1900, era utilizzata prevalentemente per i pazienti affetti da leucemia, ma la tossicità del trattamento era molto elevata e fu abbandonata. Negli anni sessanta le prospettive di utilizzo della TBI sono completamente cambiate, grazie all’avvento dei farmaci chemioterapici e alla possibilità di reinfondere cellule staminali emopoietiche.
Attualmente la TBI è utilizzata nei pazienti affetti da patologie neoplastiche ematologiche, quali: leucemie, linfomi e mielomi, ma è anche svolta in alcuni casi per l’anemia aplastica, forma benigna di malattia per cui il midollo non riesce a produrre le cellule del sangue. È possibile distinguere due tipologie di TBI:
1. TBI Mieloablativa: utilizza dosi sopraletali di Radioterapia (8-12Gy) ed è svolta con lo scopo di eradicare le cellule tumorali che residuano ai trattamenti chemioterapici, sopprimere il sistema immunitario del paziente per prevenire il rigetto del midollo osseo del donatore (Host vs graft reaction) ed infine per rendere più facile l’impianto delle cellule emopoietiche allogeniche.
2. TBI non Mieloablativa: utilizza basse dosi (2Gy) in seduta unica. Questa tipologia di TBI è utilizzata nel condizionamento di trapianti allogenici, in cui avviene un trasferimento delle cellule staminali del sangue da un donatore ad un ricevente, in pazienti con età superiore ad i 50/55 anni e con particolari complicanze.

Come suggerisce il nome, la procedura comporta l'irradiazione di tutto il corpo, anche se nella pratica moderna i polmoni sono spesso parzialmente schermati per ridurre il rischio di danno polmonare indotto da radiazioni.

## Dosaggio
Le dosi di irradiazione corporea totale utilizzata nel trapianto di midollo osseo in genere vanno da 10 a 12 Gy. Per avere un riferimento, la DL50 (Dose Letale 50), dose in grado di causare la morte del 50% degli individui esposti su tutto il corpo, nell’uomo è compresa tra i 3 e 4Gy, in assenza di cure mediche.
La TBI in seduta unica viene eseguita senza superare gli 8Gy. Erogare dosi più alte è possibile utilizzando il “frazionamento della dose”, che in radioterapia comporta un guadagno terapeutico: aumenta la tolleranza da parte dei tessuti sani. Con il frazionamento della dose, la dose totale prevista dal trattamento è opportunatamente divisa in diverse sessioni, o "frazioni", con un intervallo di tempo tale da permettere ai tessuti normali di ripararsi dai danni causati. L'irradiazione corporea totale permette dunque di distruggere il midollo osseo del paziente e di uccidere le cellule tumorali residue. Nella pratica moderna, la TBI mieloablativa è tipicamente frazionata. Le prime ricerche del trapianto di midollo osseo da parte di E. Donnall Thomas e colleghi hanno dimostrato che il frazionamento di questo processo in più piccole dosi ha comportato una minore tossicità e risultati migliori rispetto alla somministrazione di un'unica elevata dose.
Il volume bersaglio della TBI mielablativa è l’intero organismo. Il dosaggio della suddetta tecnica, generalmente associata a chemioterapia, può anche superare i limiti di tolleranza di specifici organi a rischio, principalmente polmoni e cristallino. Il primo risulta un organo dose-limitante, infatti la polmonite interstiziale rappresenta una delle principali complicanze della TBI, che possono determinare anche la morte del paziente.
Per quanto riguarda il cristallino, il rischio di cataratta è abbastanza alto (circa 80%) nei pazienti che eseguono la TBI mieloablativa in singola dose; grazie all’utilizzo del frazionamento della dose la comparsa di questa patologia si riduce fino al 30%.
Il dosaggio della TBI viene valutato a partire dalla TC.
Ulteriori organi a rischio sono rappresentati dalle gonadi e reni.
Per quanto riguarda il cuore, questo è costituito da diverse strutture (pericardio, miocardio, coronarie e valvole cardiache) e da diversi livelli di tolleranza alle radiazioni. La tossicità a livello cardiaco post-trapianto non è il risultato solo dell’effetto delle radiazioni su tutte le strutture del cuore ma dipende anche da una serie di fattori esterni alla radioterapia (ad esempio: paziente cardiopatico, associazione con chemioterapia ecc). La frequenza di cardiotossicità post-trapianto di midollo è rara (3-4%) ma nella metà dei casi è fatale.
La dose che riceve il paziente deve essere quanto più omogenea possibile (accettabile in un range del ±10% rispetto al valore di dose prescritta) e per renderla tale sono impiegati anche dei compensatori personalizzati  (ad esempio sacchi di riso) per omogenizzare le aree di minor spessore.
La tecnica di frazionamento di dose maggiormente impiegata risulta l’iperfrazionamento (variazioni di frazioni di dose minori rispetto allo standard), nonostante esistano molti schemi di trattamento, sviluppati negli ultimi 30 anni. L’iperfrazionamento standard della TBI è tipicamente: 2x2x3: sono quindi somministrati 2 Gy, due volte al giorno per tre giorni.
Qualora in alcuni centri venga richiesto un effetto immuno e mielo- soppressivo maggiore, viene utilizzata la tecnica STBI (Single fraction Total Body Irradiation), durante la quale sono erogati circa 8 Gy.
Che venga eseguita la TBI o la STBI, la dose che riceve il polmone deve essere mantenuta al di sotto del 75% rispetto al valore prescritto.
In merito ai pazienti uomini, ai quali è prescritta una TBI in quanto affetti da leucemia linfatica acuta, viene generalmente associato un boost (sopradosaggio di radiazioni a scopo terapeutico erogato su specifiche regioni anatomiche) di raggi X o elettroni di 4Gy nella regione pelvica, in particolar modo nella zona scrotale, in modo da evitare un’eventuale ricaduta di leucemia testicolare.
Nella TBI non mieloablativa, sono adottati nella pratica clinica degli schemi terapeutici che prevedono una somministrazione di 2Gy in seduta unica.
Un ulteriore trattamento è rappresentato dalla TBI citoablativa a basso dosaggio, il cui fine è l’eradicazione del residuo tessuto tumorale. Questa è impiegata prevalentemente nei linfomi non Hodgkin (di basso grado) e nella leucemia linfatica cronica. Ad oggi non rappresenta uno schema standard, tuttavia le dosi impiegate variano dai 10 ai 15 c/Gy al giorno per 2-3 volte alla settimana, per 5 settimane di trattamento.
In relazione agli elevati dosaggi impiegati nella TBI mieloablativa, i pazienti possono manifestare reazioni acute al trattamento, come astenia o stanchezza, nausea a vomito. Queste complicanze, che si presentano generalmente a seguito di una somministrazione di 3Gy, si autorisolvono in circa 24-48 ore. La diarrea, mucosite (infiammazione delle mucose) o eritema cutaneo insorgono tendenzialmente in caso di terapia radiante associata a terapia farmacologica. La xerostomia, o secchezza delle fauci, insorge solitamente entro le 12 ore dal trattamento, e si autorisolve nei giorni successivi. L’alopecia, invece, è una condizione pressoché costante.

## Utilizzo in altri tipi di tumore
Oltre al suo uso specifico nel trapianto di midollo osseo, l'irradiazione corporea totale è stato testata come una modalità di trattamento del sarcoma di Ewing. Tuttavia, i risultati suggeriscono che questa impostazione causi tossicità senza migliorare il controllo della malattia, e pertanto il trattamento, al 2014, non viene utilizzato al di fuori degli studi clinici.

## Tecniche di Irradiazione
Esistono varie tecniche per realizzare la TBI. Il loro scopo è garantire una distribuzione di dose uniforme nell’intero corpo con variazioni comprese tra +/- 10% rispetto alla dose prescritta nel piano di trattamento.
La scelta della tecnica è determinata da vari fattori: le caratteristiche dell’acceleratore lineare (energia e rateo di dose del fascio di fotoni), le dimensioni del bunker, il tipo di frazionamento adottato e il grado di collaborazione del paziente.
Vanno, inoltre, accuratamente impostati:
- il sistema di immobilizzazione del paziente. Si utilizza un apposito supporto per la posizione eretta  o un lettino per la posizione supina/prona.
- gli schermi per diminuire la dose agli organi a rischio. Ad esempio, per ridurre la tossicità acuta e tardiva ai polmoni, si realizzano delle schermature personalizzate in speciali leghe metalliche.
- i compensatori per rendere omogenea la dose nei vari distretti corporei. Vengono utilizzati soprattutto quando l’incidenza del fascio è Latero/Laterale per uniformare gli spessori che il fascio di fotoni deve attraversare.
- lo spoiler per ridurre l’effetto build-up in superficie. Si tratta di uno schermo di PMMA dello spessore di 1–2 cm che viene posto tra la sorgente radiante e il paziente. Serve a superficializzare la distribuzione di dose  e consente di trattare anche i primi millimetri di cute del paziente.
- il sistema di dosimetria in vivo. Si possono utilizzare vari tipi di dispositivi: dosimetri a termoluminescenza (TLD), rivelatori a semiconduttore, rivelatori MOSFET ecc.
Siccome il volume da irradiare è l’intero corpo del paziente e gli acceleratori lineari hanno mediamente un campo radiante massimo di 40 cm x 40 cm a una distanza di 100 cm, nel corso degli anni sono state sviluppate varie strategie geometriche: campi multipli congiunti, lettino scorrevole sotto al fascio radiante ecc. L’opzione attualmente più diffusa consiste nel ruotare la testata dell’acceleratore a 90° e il collimatore a 45° (per utilizzare la diagonale del campo) e nel posizionare il paziente ad una distanza elevata (dai 3,5 ai 6 metri), che dipende dalle dimensioni massime del bunker. In questo modo si  sfrutta la divergenza del fascio e si ottiene un campo utile sufficientemente ampio per trattare l’intero paziente.
L’irradiazione può essere diretta in senso Antero-Posteriore/Postero-Anteriore (AP/PA) o Latero/Laterale (LL dx/LL sn).
Con l’irradiazione AP/PA lo spessore corporeo che il fascio deve attraversare è minore e abbastanza uniforme. Gli schermi addizionali (ad esempio per la protezione dei polmoni) sono facilmente posizionabili.
Con l’irradiazione LL dx/LL sn, invece, lo spessore corporeo risulta maggiore e poco omogeneo. Quindi è necessario uniformarlo utilizzando dei compensatori da porre ai lati della testa, per evitare un sovra-dosaggio in quest’area. Anche il posizionamento degli schermi è più difficoltoso e richiede un’accurata verifica.
Le tecniche di irradiazione (posizione del paziente rispetto alla direzione del fascio) più comuni sono:
- paziente in ortostasi con fascio orizzontale (AP/PA): è indicata per i trattamenti frazionati. Può risultare scomoda per il paziente.
- paziente in decubito laterale e fascio orizzontale (AP/PA): è indicata nei trattamenti a dose singola perché la posizione può essere mantenuta a lungo.
- paziente supino o prono con fascio verticale (AP/PA): è indicata per pazienti pediatrici di statura inferiore al metro, perché non si riesce a ottenere ampie dimensioni del campo di trattamento. Infatti, essendo la testata a 0° e il piccolo paziente steso sul pavimento su un sottile supporto, la distanza sorgente-paziente resta ridotta.
- paziente supino o supino leggermente raccolto con fascio orizzontale (LL dx/LL sn): è indicata per pazienti pediatrici o non collaboranti. È confortevole e riproducibile.
La TBI fa parte di un iter terapeutico accuratamente pianificato da un’equipe medica multidisciplinare e deve essere portata a termine nei modi e nei tempi prestabiliti. Quindi i Centri di Radioterapia che eseguono la TBI devono implementare un piano di emergenza. Esso deve illustrare come gestire e risolvere rapidamente problemi tecnici relativi all’unità radiante, al sistema di dosimetria in vivo e all’attrezzatura di anestesia (in caso di pazienti pediatrici).